# Heat Energy Recovery System
Heat Energy Recovery System (HERS; engl. für Wärmeenergie-Rückgewinnungssystem) ist ein System zur Wandlung von thermischer Energie aus dem Abgas von Verbrennungsmotoren in elektrische oder  mechanische Energie. In der FIA-Langstrecken-Weltmeisterschaft sind derartige Systeme seit 2012 reglementseitig zulässig. Analog zu KERS, das in der Formel 1 seit der Saison 2009 zur Verwendung freigegeben ist, ist HERS seit der Saison 2014 in der Formel 1 im Rahmen von Energy Recovery System nutzbar.

## Wirkungsweise
Das HERS soll zur Wirkungsgradsteigerung des Antriebsstranges führen, sodass die Fahrzeuge umweltfreundlicher werden.
Für die Wandlung von thermischer Energie in eine höherwertige Energieform kommen in stationären Verbrennungsanlagen hauptsächlich sekundäre thermodynamische Kreisprozesse
zur Anwendung. Für Rennsportfahrzeuge sind diese Anlagen nach derzeitigem Stand der Technik in erster Linie aufgrund ihres Gewichtes trotz ihrer hohen Leistungsausbeute nicht zweckmäßig. Am vielversprechendsten ist die Nachschaltung einer Nutzturbine oder auch die direkte Kopplung des konventionellen Turboladers mit einer elektrischen Maschine. Die durch das System elektrisch rekuperierte Energie führt über den elektrischen Motor des KERS zur weiteren Antriebsleistung des Fahrzeugs. Die genutzte Gesamtenergie aus dem KERS und dem HERS darf in der Formel-1-Saison 2014 pro Rennrunde 4000 Kilojoule nicht überschreiten.